# Christopher Jones (journaliste)
Pour les articles homonymes, voir Christopher Jones.
Christopher Jones (né à Los Angeles aux États-Unis le 12 juin 1957) est un cinéaste et journaliste américain. Il est le fils de Tom Jones, l'agent publicitaire préféré de Walt Disney. 

## Biographie
Après avoir suivi le dénouement de la révolution iranienne auprès de l'ayatollah Khomeini à Neauphle-le-Château, il obtient le diplôme de l'Institut d'études politiques de Paris et part à La Havane comme correspondant du journal britannique The Observer où il assiste à la conférence des non alignés. Correspondant de Time magazine et plus tard du New York Times, il est envoyé en Indochine ou il devient l'un des premiers journalistes à retourner à Saïgon. Mais c'est en Allemagne ou il commence à réaliser ses premiers films. En 2003 il travaille avec la cinéaste allemande Leni Riefenstahl à l'occasion de son centenaire.  Également auteur et traducteur il est responsable pour la première traduction en langue anglaise des ouvrages de l'archéologue allemand Otto Rahn.  La New Catholic Encyclopedia lui demande d'enquêter l'histoire oubliée des "Cagots", une minorité religieuse du midi. Éditeur des publications White Star  en Italie, il publie une série d'ouvrages, dont le journal de bord du Capitaine Bligh.  Avec Robert P Descharnes, collaborateur de Salvador Dalí, et son fils Nicolas, il réalise la publication en anglais du livre sur les sculptures de Salvador Dalí, Le dur et le mou. Il coréalise avec Marie-Dominique Montel un documentaire en hommage au maître de Cadaques Le cinéma selon Dalí pour Canal+ CinéCinéma. Ce film sera projeté en janvier 2013 au Centre Pompidou lors de la grande rétrospective sur Dalí et débuté une longue collaboration avec Marie-Dominique Montel. Les deux réalisent en 2010 l'histoire du grand classique du réalisateur Josef von Sternberg, "l'Ange bleu," un portrait du secrétaire perpétuel de l'Académie française et kremlinologue Hélène Carrère d'Encausse pour la série Empreintes de France 5 et l'histoire des boucliers humains du vol de la British Airways 149 pour FR3 et la chaîne Public Sénat.  En 2011, ils réalisent un hommage aux Studios Babelsberg à l'occasion de leur centenaire et un portrait de l'écrivain et académicienne Danièle Sallenave, et ensuite un film sur l'écrivain Régine Deforges.  Ils commencent alors a travaillé sur la rivalité entre Federico Fellini et Luchino Visconti qui sera éventuellement réalisé pour la série Duels de France 5.  au même temps ils font un portrait des studios romains Cinecittà, du cinéaste Vittorio De Sica et produise un film sur les films inédits de Pier Paolo Pasolini.
Christopher Jones a été marié avec l'actrice allemande Eva Maria Boehme (décédée en 2008).
Pour le bicentenaire de la fin du premier empire, il coréalise avec Montel un film en collaboration avec le Château de la Malmaison intitulé Napoléon l'américain dont des extraits seront projetés lors de l'exposition Cap sur l'Amérique qui racontait les événements après la défaite de Waterloo.  Ce film comptait avec la participation de l'ancien président de la République Valéry Giscard d'Estaing qui devenait ainsi le premier président interviewé au Château de Napoléon et Joséphine.

## Filmographie

### Télévision
- La naissance de l’Ange Bleu (avec Marie-Dominique Montel - Canal+Ciné-cinéma, SBS Australie), Le cinéma selon Dalí (avec Marie-Dominique Montel - Canal+ Cinécinéma, SBS Australie), Derrière le masque d’oncle Walt Disney, (ZDF Allemagne, 3Sat), Leni Riefenstahl, (ZDF Allemagne, 3Sat) Dalí chez Disney (NDR Kulturreport, Hambourg, Allemagne)

- Les Arts et les artistes

L’expert et l’ADN (avec Marie-Dominique Montel), Le cinéma selon Dalí (avec Marie-Dominique Montel Canal+Ciné-cinéma) Faust, 1960, première partie : Mephisto (ZDF, Allemagne) Faust 1960, deuxième partie : Faust (ZDF Allemagne).
- Politique internationale

West African Wagon Mammies, (CBS News) Pays Basque en Crise (Telepress), Voyage chez les Khmers rouges (FR3).

## Journalisme

### Presse écrite
- Time magazine (États-Unis) grand reporter en Asie du sud est, bureau de New York
- The Observer (Royaume-Uni) grand reporter à la Havane, aux Nations unies, New York
- The Guardian (Royaume-Uni)
- The Sunday Times Magazine (Royaume-Uni)
- The Australian Sunday supplement (Sydney)
- The New York Times (États-Unis) grand reporter Asie du sud est, Afghanistan
- Cambio 16 (Espagne) bureau de Paris
- ABC, Blanco y Negro (Madrid, Espagne)
- Die Zeit (Allemagne) bureau de Hamburg, pages « Ich habe einen Traum »
- Il Venerdì, La Repubblica, bureau de Rome (Italie). (article honoré par la presse Italienne par le prix IL FOGLIO DI FOGLIE)
- Le Nouvel Observateur, collaborateur pages cinéma et culture
- Paris Match, Grand Reporter en Indochine
- Libération, collaborateur pages cinéma et culture

### Télévision
Correspondant culturel de l’émission kulturzeit (ZDF Berlin)

## Livres
- Dalí les sculptures : le dur et le mou avec Robert et Nicolas Descharnes (Eccart)
- L’héritage infernal avec Robert et Nicolas Descharnes (Ramsay)
- Crusade against the Grail - La croisade contre le graal (histoire des cathares), Inner Traditions
- Lucifer’s Court - La Cour de Lucifer (histoire de l’Europe païenne), Inner Traditions
- Innovation and Growth (innovation et croissance)
- Mémoires de Howard Carter : la découverte du tombeau de Toutankhamon, Éditions White Star
- Mutiny on the Bounty : le livre de bord du Capitaine Bligh, Éditions White Star
- Contributions à l’Encyclopédie de l’Europe (Encyclopedia of Europe, Scribner’s)
- Contributions au New Catholic Encyclopedia articles sur les Jésuites et sur l’hérésie des Cagots

## Divers
Réalisateur des rencontres littéraires à la bibliothèque nationale : avec Amin Maalouf, Breyten Breytenbach, Andreï Malkine, Elif Shafak, Michel Déon, Gao Xingjian (organisées par la BNF et l’Université de New-York).